# 埃克托尔·洛佩斯
埃克托尔·洛佩斯（西班牙語：Héctor López，1967年2月1日—2011年10月24日），生于墨西哥城，墨西哥男子拳击运动员。他曾代表墨西哥参加1984年夏季奥林匹克运动会拳击比赛，获得男子54公斤级银牌。